# Chrysophyllum perpulchrum
Chrysophyllum perpulchrum – gatunek drzew należących do rodziny sączyńcowatych. Występuje w strefie okołorównikowej Afryki.